# Oussama Mellouli

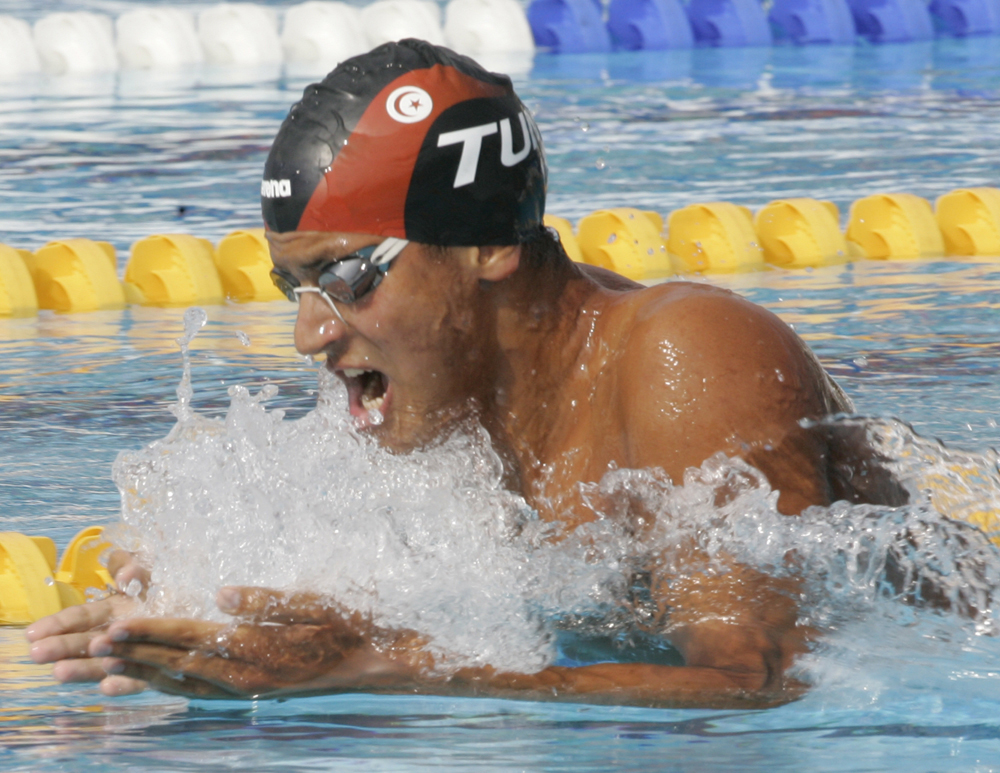
Oussama Mellouli

Oussama Mellouli (Arabisch: أسامة الملولي) (La Marsa, 16 februari 1984) is een Tunesische zwemmer. Mellouli werd olympisch kampioen op de 1500 meter vrije slag tijdens de Olympische Zomerspelen 2008 in Peking en op de 10 kilometer open water tijdens de Olympische Zomerspelen 2012 in Londen.

## Carrière
Op de wereldkampioenschappen zwemmen 2003 in Barcelona meldde Mellouli zich aan de wereldtop met een bronzen medaille op de 400 meter wisselslag. Tijdens de Olympische Zomerspelen 2004 in Athene eindigde Mellouli op de vijfde plaats op de 400 meter wisselslag, de negende plaats op de 200 meter wisselslag en de veertiende plaats op de 1500 meter vrije slag. Op de wereldkampioenschappen kortebaanzwemmen 2004 in Indianapolis won hij als eerste Tunesiër een wereldtitel in het zwemmen, op de 400 meter wisselslag. Daarnaast pakte hij in Indianapolis ook nog de bronzen medaille op de halve afstand.

### 2005-2008
Op de wereldkampioenschappen zwemmen 2005 in Montreal won hij de bronzen medaille op zowel de 400 meter vrije slag als de 400 meter wisselslag. Twee jaar later in Melbourne won hij de 800 meter vrije slag en pakte hij het zilver op de 400 meter vrije slag en werd hij vierde op de 400 meter wisselslag. Maar korte tijd na het toernooi werd bekend dat Mellouli betrapt was op het gebruik van amfetaminen tijdens de US Open in november 2006. Op 11 september 2007 werd hij met terugwerkende kracht geschorst vanaf 30 november 2006. Daardoor werden al zijn resultaten vanaf die datum geschrapt en moest Mellouli ook zijn WK-medailles inleveren.
Doordat zijn schorsing op 30 mei afliep kon Mellouli meedoen aan de Olympische Zomerspelen 2008 in Peking. Hij eindigde als vijfde op de 400 meter vrije slag en als negentiende op de 200 meter vrije slag. Op de slotdag van het toernooi won hij de gouden medaille op de 1500 meter vrije slag. Hiermee werd hij de eerste Tunesische olympische kampioen sinds Mohammed Gammoudi in 1968 in Mexico-Stad.

### 2009-heden
Op de wereldkampioenschappen zwemmen 2009 in Rome veroverde Mellouli de wereldtitel op de 1500 meter vrije slag, op zowel de 400 als de 800 meter vrije slag legde hij beslag op de zilveren medaille. Een maand eerder blonk de Tunesiër uit op de Middellandse Zeespelen 2009 in Pescara met 5 gouden medailles.
Tijdens de Pan Pacific kampioenschappen zwemmen 2010 in Irvine eindigde Mellouli als zestiende op de 1500 meter vrije slag. In Dubai nam de Tunesiër deel aan de wereldkampioenschappen kortebaanzwemmen 2010. Op dit toernooi werd hij wereldkampioen op de 1500 meter vrije slag, daarnaast sleepte hij de zilveren medaille, op de 400 meter wisselslag, en de bronzen medaille op zowel de 200 als de 400 meter vrije slag in de wacht.
Op de wereldkampioenschappen zwemmen 2011 in Shanghai eindigde Mellouli als vierde op de 800 meter vrije slag en als zevende op de 400 meter vrije slag, op de 1500 meter vrije slag strandde hij in de series.
Tijdens de Olympische Zomerspelen van 2012 werd hij olympisch kampioen op de 10 kilometer open water, daarnaast behaalde hij de bronzen medaille op de 1500 meter vrije slag.

## Internationale toernooien
| Jaar | Olympische Spelen                                           | WK langebaan                                                | WK kortebaan                                                                                         | PanPacs              |
| ---- | ----------------------------------------------------------- | ----------------------------------------------------------- | --- | -------------------- |
| 2002 |                                                             |                                                             | 19e 200m vrije slag 17e 400m vrije slag 18e 1500m vrije slag 31e 200m wisselslag 15e 400m wisselslag | geen deelname        |
| 2003 |                                                             | 9e 400m vrije slag · 10e 200m wisselslag · 400m wisselslag  | |                      |
| 2004 | 14e 1500m vrije slag 9e 200m wisselslag 5e 400m wisselslag  |                                                             | 10e 200m vrije slag · 9e 400m vrije slag · 4e 1500m vrije slag · 200m wisselslag · 400m wisselslag   |                      |
| 2005 |                                                             | 400m vrije slag · 5e 800m vrije slag · 400m wisselslag      | |                      |
| 2006 |                                                             |                                                             | geen deelname                                                                                        | geen deelname        |
| 2007 |                                                             | DSQ 400m vrije slag DSQ 800m vrije slag DSQ 400m wisselslag | |                      |
| 2008 | 19e 200m vrije slag · 5e 400m vrije slag · 1500m vrije slag |                                                             | geen deelname                                                                                        |                      |
| 2009 |                                                             | 400m vrije slag · 800m vrije slag · 1500m vrije slag        | |                      |
| 2010 |                                                             |                                                             | 200m vrije slag · 400m vrije slag · 1500m vrije slag · 400m wisselslag                               | 16e 1500m vrije slag |
| 2011 |                                                             | 7e 400m vrije slag 4e 800m vrije slag 15e 1500m vrije slag  | |                      |
| 2012 | 1500m vrije slag · 10 km open water                         |                                                             | geen deelname                                                                                        |                      |

## Persoonlijke records
Bijgewerkt tot en met 19 december 2010
Kortebaan
| Afstand          | Tijd     | Datum            | Plaats  |
| ---------------- | -------- | ---------------- | ------- |
| 200m vrije slag  | 1.42,02  | 15 december 2010 | Dubai   |
| 400m vrije slag  | 3.36,75  | 15 november 2008 | Berlijn |
| 800m vrije slag  | 7.38,95  | 19 december 2010 | Dubai   |
| 1500m vrije slag | 14.24,16 | 19 december 2010 | Dubai   |
| 200m wisselslag  | 1.52,41  | 16 november 2008 | Berlijn |
| 400m wisselslag  | 3.57,40  | 16 december 2010 | Dubai   |

Langebaan
| Afstand          | Tijd     | Datum           | Plaats  |
| ---------------- | -------- | --------------- | ------- |
| 200m vrije slag  | 1.46,44  | 30 juni 2009    | Pescara |
| 400m vrije slag  | 3.41,11  | 26 juli 2009    | Rome    |
| 800m vrije slag  | 7.35,27  | 29 juli 2009    | Rome    |
| 1500m vrije slag | 14.37,28 | 2 augustus 2009 | Rome    |
| 200m wisselslag  | 1.58,38  | 27 juni 2009    | Pescara |
| 400m wisselslag  | 4.10,53  | 28 juni 2009    | Pescara |